# Polder

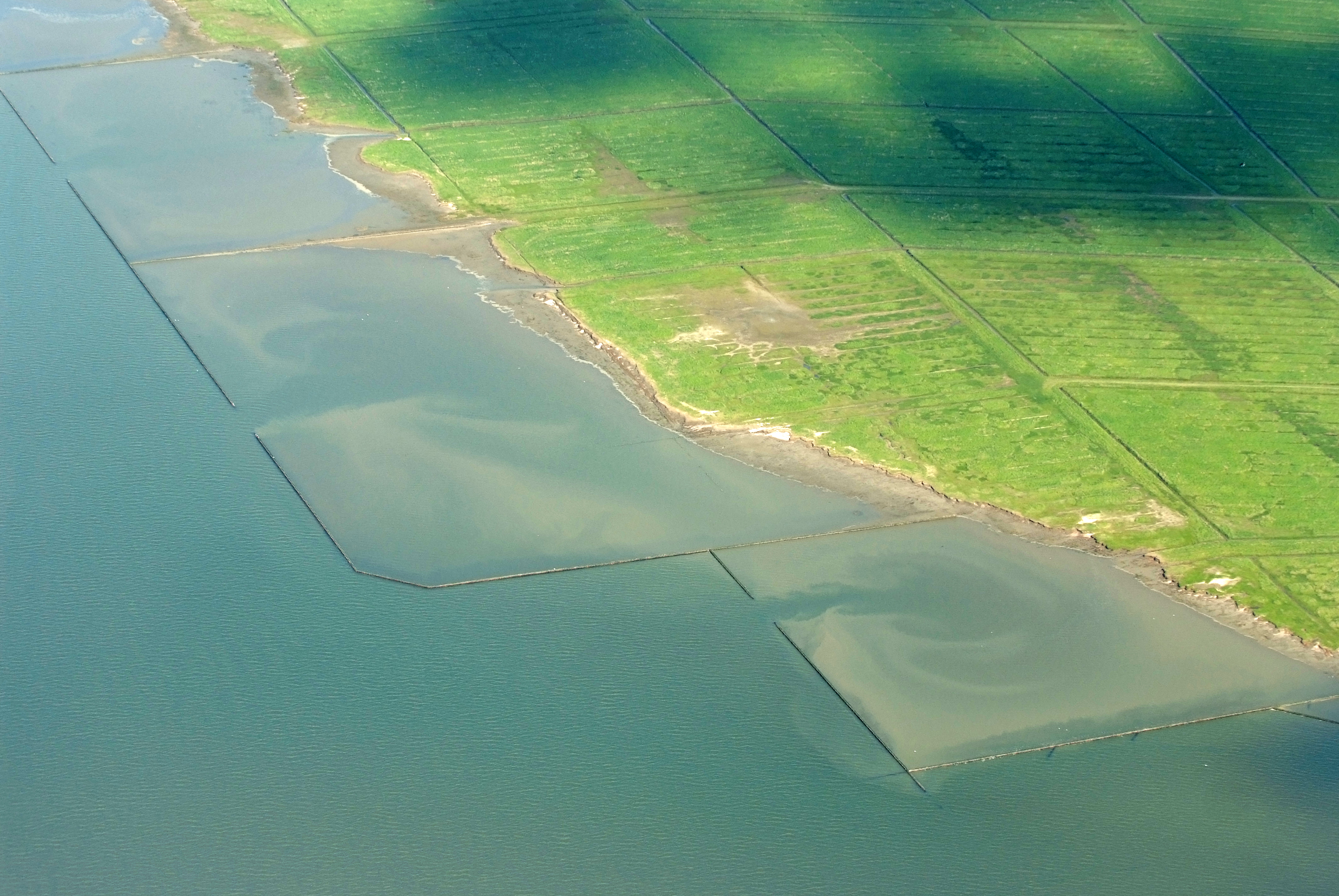
Polder

Un polder (pronuncia: [ˈpɔldər]) è un tratto di mare prosciugato artificialmente attraverso dighe. I Polder sono aree che un tempo erano state coperte dal mare e poi prosciugate, bonificate e rese coltivabili.
Essendo una porzione di terreno pianeggiante recintata da argini, un polder può avere un contatto con l'acqua "esterna" soltanto mediante i dispositivi ad azionamento artificiale.
Bisogna considerare che il livello del suolo all'interno di questi acquitrini prosciugati, con il tempo tende a diminuire e tutti i polder si ritrovano ad essere al di sotto del livello dell'acqua nelle zone circostanti per un periodo più o meno lungo. L'acqua penetra nel polder attraverso una variazione della pressione esercitata dalle acque sotterranee o circostanti, oppure in base alle condizioni climatiche (pioggia, o neve) incidenti sul polder stesso, oppure per l'afflusso di acqua da drenaggi di altri polder o da tracimazione di terreni contigui.
In questi casi, di solito, il polder si ritrova a contenere acqua in eccesso, la quale deve essere rimossa (estratta con pompe) o drenata con l'apertura delle chiuse approfittando della bassa marea. Nel praticare il drenaggio, è molto importante non eccedere nel drenaggio stesso, portando il livello acquifero nel suolo eccessivamente basso, dato che questo può produrre una alterazione negativa del suolo (infiltrazioni di acque salmastre dal mare).

## Poldernei Paesi Bassi
I  primi esperimenti di prosciugamento di tratti di paludi costiere e di mare aperto furono realizzati nel XII secolo intorno alla città di Bruges. La tecnica fu poi perfezionata ad opera degli olandesi nei secoli successivi. Oggi oltre la metà della superficie di terreno ottenuto con questa tecnica si trova nei Paesi Bassi. Uno dei più significativi esempi di polder è quello di Beemster, nei Paesi Bassi, dal 1999 patrimonio dell'UNESCO, creato nel 1612. Deve la sua fama alla sua accurata pianificazione secondo criteri di stampo rinascimentale e alla sua quasi integrale conservazione dello stato originario. Inizialmente l'acqua veniva aspirata da pompe idrovore azionate dai mulini a vento per essere poi scaricata in mare, in modo da ottenere un ampio spazio di terra asciutta.
Il polder poteva essere impiegato anche per fini militari, in quanto distruggendo alcune dighe e allagando repentinamente alcuni tratti di terreno, anche molto estesi, si poteva tentare di ostacolare un esercito nemico. Questo venne tentato una sola volta, in Belgio, nella prima guerra mondiale, con l'effetto di rallentare l'avanzata tedesca e dar modo agli alleati di approntare linee di difesa; il risultato fu raggiunto ma a prezzo di distruzioni gravissime, tanto da scoraggiare altri tentativi. Questa strategia difensiva venne utilizzata già nella Guerra d'Olanda nel 1672. Le campagne nei dintorni di Amsterdam furono allagate, bloccando l'avanzata dell'esercito francese. Nei Paesi Bassi, a causa del degradamento sotto il livello del mare, questo territorio occupato dall'acqua è stato sostituito da dighe e canali.
I polder sono una fascia costiera situata sotto il livello dell'alta marea, ma sottratta al mare da opere di bonifica, tipica dei Paesi Bassi. Con la costruzione di una diga si isola una superficie più o meno ampia di terreno costiero, che viene suddivisa per mezzo di argini e sbarramenti in bacini minori da cui si elimina l'acqua con un complesso sistema di chiuse. I terreni così acquisiti vengono successivamente resi coltivabili: gli Olandesi, all'epoca dei primi polder nel 1600, lo facevano eliminando il sale di cui era impregnato il terreno dopo il prosciugamento. Infatti vi piantavano delle coltivazioni di cavolo cappuccio, famoso appunto per la sua capacità di assorbimento del sale.
Il principale esempio di polder nei Paesi Bassi fu quello realizzato tra il 1925 e il 1967, i Zuiderzeewerken.

## Poldernel mondo
Sono stati creati dei polder sul modello olandese in Belgio (nella valle di Ostenda), in Francia (nella baia di Mont Saint-Michel), in Germania (nello Schleswig), in Italia (in Toscana, Lazio e Veneto), nel Regno Unito, in Spagna, (in Andalusia), in Israele (nella Valle di Huleh), in Portogallo, in Giappone, in Egitto ed in Marocco.